# 欧阳询

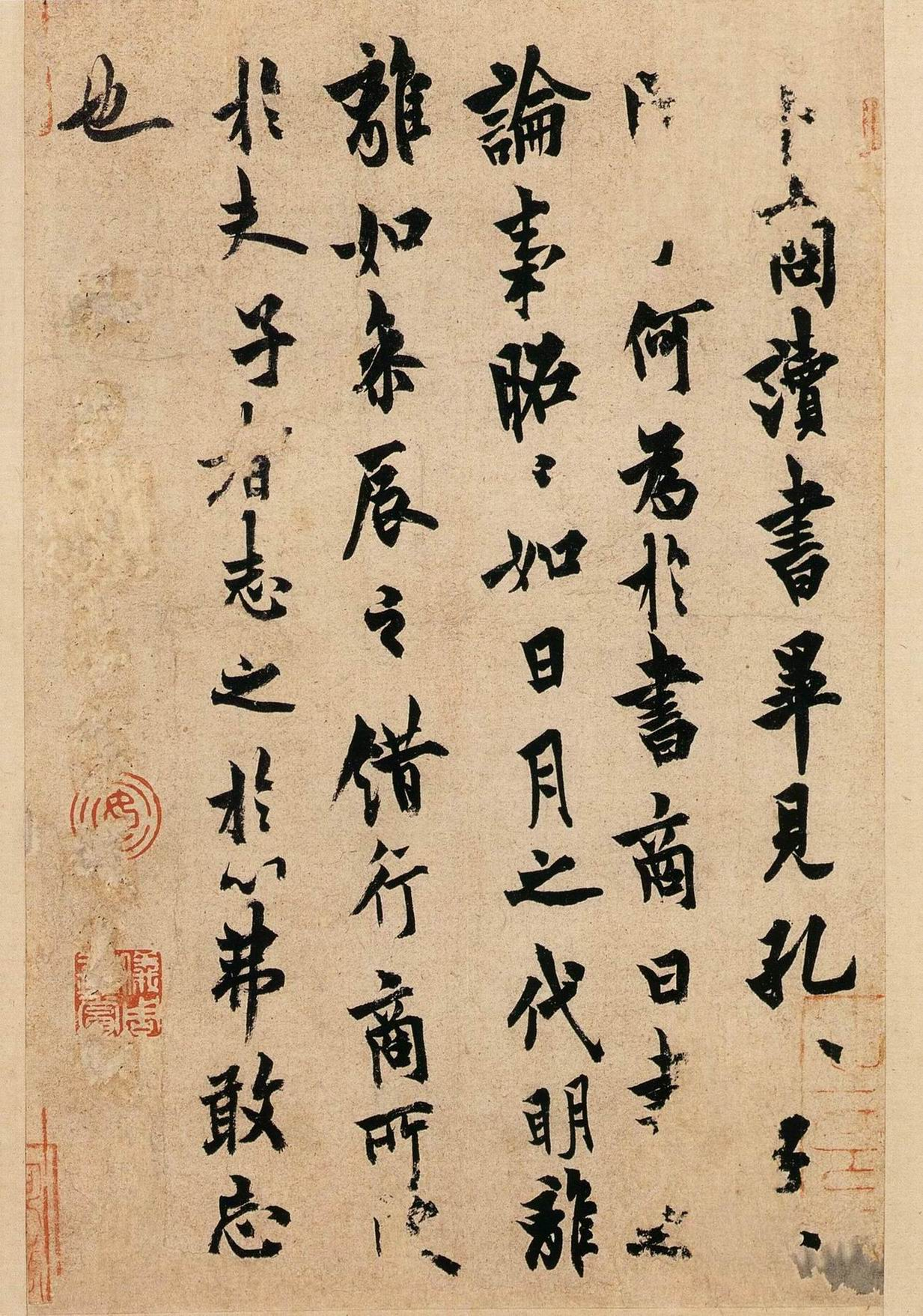
卜商帖

欧阳询（557年—641年），字信本，潭州临湘县（今湖南省长沙市）人。隋末唐初官员，唐代四大书法家。他的楷書有「楷書極則」之譽:126-135。

## 生平
欧阳询生于557年（南朝梁梁敬帝太平二年），是陈朝大司空欧阳頠的孙子。13岁那年，任广州刺史的父亲欧阳纥举兵反陈，失败被杀，全家为此而受到株连。欧阳询因年幼而幸免于难，被他父亲的旧友中书令江总收养，并督教他经史、书法。欧阳询聪敏勤学，读书数行同尽，少年时就博览古今，精通《史记》、《汉书》和《东观汉记》三史。后出仕隋太常博士。唐高祖李渊未显贵时，多次交游。李渊称帝后，升迁为给事中。
欧阳询的书法最初仿效王羲之，但不囿于一家：据说有一次欧阳询骑马外出，偶然在道旁看到晋代书法名家索靖所写的石碑。他骑在马上仔细观看了一阵才离开，但刚走几步又忍不住再返回下马观赏，赞叹多次，而不愿离去，便干脆铺上毡子坐下反复揣摩，最后竟在碑旁一连坐卧了3天才离去。欧阳询笃好书法达到痴迷的程度，由于勤学苦練，故能独辟蹊径自成一家。
欧阳询的形貌很丑陋，一如彌猴，但他的书法却誉满天下，人们都争着想得到他亲笔书写的尺牘文字，一旦得到就视作瑰宝，作为自己习字的范本。唐武德（618－624）年间，高句丽特地派使者来长安求取欧阳询的书法。唐高祖李渊感叹地说：“没想到欧阳询的名声竟大到连远方的夷狄都知道。他们看到欧阳询的笔迹，一定以为他是位形貌魁梧的人物吧。”
武德七年，欧阳询奉诏与裴矩、陈叔达修撰《艺文类聚》100卷。书成后，得到赏赐帛二百段。唐太宗贞观初年，欧阳询升为太子率更令（因而又被称为欧阳率更），弘文馆学士，封渤海县男。八十五岁时辞世。

## 家庭
夫人徐氏，生四子：長卿、肅、倫、通。《唐書》有傳。
- 長子歐陽長卿，因武則天亂逃往嶺南，改名為區愷。
- 四子欧阳通，母徐氏，欧阳通亦是书法名家。
- 女儿
- 小女儿嫁隋尚药奉御、唐秦王祭酒、中散大夫、尚药奉御、永安县开国男吴景达，生子武周承奉郎吴续。

## 书法作品和艺术
欧阳询的书法学自王羲之父子，参以隶法，劲险刻厉，于平正中见险绝，自成面目，世称“欧体”。
唐张彦远《法书要录》辑唐张怀瓘所著《书断》称：“询八体尽能，笔力劲险。篆体尤精，飞白冠绝，峻于古人，扰龙蛇战斗之象，云雾轻笼之势，几旋雷激，操举若神。真行之书，出于太令，别成一体，森森焉若武库矛戟，风神严于智永，润色寡于虞世南。其草书迭荡流通，视之二王，可为动色；然惊其跳骏，不避危险，伤于清雅之致。”
所创“欧阳询八诀”书法理论，具有独到见解。对明代人李淳的八十四法，清代人黄自元结构92法的著述，均有启示。其“八决”为：（点）如高峰坠石；（横戈）如长空之新月；（横）如千里之陣雲；（竖）如万岁之枯藤；（坚戈）如劲松倒折，落挂石崖；（折）如万钧之弩发；（撇）如利剑断犀象之角牙；（捺）一波常三过笔。
常见欧书碑刻有： 
《九成宫醴泉铭》：楷书，是欧阳询的代表作，学欧书多以此为范本，魏征撰文，唐太宗贞观六年。公元632年）立碑。书法严谨峭劲，不取姿媚之态。 
《虞恭公碑》全称《唐故特进尚书右仆射上柱国虞恭公温公碑》，也称《温彦博碑》：楷书，书此碑文时，已80高龄。唐大宗贞观十一年（公元637年）立碑。為唐太宗昭陵諸碑之一，碑文三十六行，每行七十七字，清楚的字約有八百多字。
《皇甫诞碑》全称《隋柱国左光禄大夫宏议明公皇甫府君之碑》，也称《皇甫君碑》：楷书，是欧阳询年轻时的作品，无立碑年月，碑藏于陕西西安。
《化度寺塔铭》全称《化度寺故僧邕禅师舍利塔铭》：楷书，是欧阳询得意的作品，唐贞观五年（公元631年）立。

## 诗歌作品
《全唐诗》录欧阳询诗三首：其一为：
道失
已惑孔贵嫔，又被辞人侮。花笺一何荣，七字谁曾许。不下结绮阁，空迷江令语。雕戈动地来，误杀陈后主。
第二首：嘲萧瑀射
急风吹缓箭，弱手驭强弓。欲高翻复下，应西还更东。十回俱著地，两手并擎空。借问谁为此，乃应是宋公。
据《太平广记》：“唐宋国公萧瑀不解射，九月九日赐射，瑀箭俱不着垛，一无所获。欧阳询作诗嘲讽。”

第三首，《与欧阳询互嘲（无忌嘲询）》，起因是长孙无忌先作诗嘲笑欧阳询瘦（或醜）：
　  　耸膊成山字，埋肩不出头。谁家麟阁上，画此一猕猴。
欧阳询反唇相讥：《与欧阳询互嘲（询嘲无忌）》
　　  索头连背暖，漫裆畏肚寒。只因心浑浑，所以面团团。
因欧阳询的“只因心浑浑”攻击太过，引起唐太宗不悦，制止道：“询岂不惧皇后闻耶？”